# Alexander Aaronsohn
Alexander Aaronsohn (1888-1948) fue un escritor y activista que escribió acerca de la difícil situación de las personas que vivían en Palestina en su libro, With the Turks in Palestine ("Con los turcos en Palestina").
Aaronsohn fue parte de la influyente familia Aaronsohn, que fueron figuras importantes en el movimiento sionista; su hermano era Aaron Aaronsohn. 

## Vida y carrera
Los padres de Aaronsohn emigraron de Rumanía a Palestina junto con otras familias judías y fundaron la comunidad de Zikhron Ya'aqov en el sur de la fértil región de Monte Carmelo. Aaronsohn nació en este pueblo pequeño y se crio entre una floreciente comunidad agrícola.
En 1910 Aaronsohn parte para Estados Unidos siguiendo el consejo de su hermano, quien encabezó la Estación Experimental judía en Atlit. Recibió su carta de naturalización unos días después de la llegada y consiguió trabajo con el Departamento de Agricultura.
Aaronsohn regresó a Palestina en julio de 1913 con la intención de hacer propaganda sionista que se extendió a los Estados Unidos. Dos meses después de su regreso Aaronsohn se enteró de un ataque a un respetado médico judío por cuatro árabes y la violación de una joven judía de dieciséis años de edad. Este hecho conmocionó a Aaronsohn y se comprometió a formar una sociedad fuerte que protegiera la vida y honra de los aldeanos.

### Ejército turco
A pesar de los lazos de Aaronsohn con los Estados Unidos, se vio obligado a servir en el ejército turco al comenzar la Primera Guerra Mundial al estar Paleestina controlada por el Imperio otomano. Aaronsohn y veinte de sus conocidos se presentaron en la estación de reclutamiento en Acre. Marcharon luego a Han donde esperaron junto a cientos de árabes pobres. Se le ordenó entonces viajar a Safed, donde se ubicaba su guarnición.
Su compañía tuvo que realizar un arduo viaje a Safed bajo el calor del sol de septiembre. Tenían que obtener sus propios alimentos, lo que causaba conflictos con los pueblos por donde pasaban. A su llegada a Safed se les informó de que una sucia mezquita abandonada serviría como su cuartel.

## Obra y referencias
With The Turks in Palestine. Project Gutenberg.
- Datos: Q2777816